# Pierre-Buffière
Pierre-Buffière, Pèirabufièira en occitan est une commune française située dans le département de la Haute-Vienne en région Nouvelle-Aquitaine.
La commune de Pierre-Buffière est labellisée Village étape depuis 1999.
Ses habitants sont appelés les Pierre-Buffiérois.

## Géographie
Pierre-Buffière est située sur les bords de la Briance, un affluent de la Vienne, et sur l'axe routier historique Paris - Toulouse.
Cette situation a longtemps fait de la ville l'un des plus gros points noirs du réseau routier français. Jusqu'à la fin des années 1970, la nationale 20 traversait Pierre-Buffière depuis Limoges via une descente en lacets (aujourd'hui D 420) dans la vallée de la Briance, un étroit pont au-dessus de la ligne SNCF Paris-Toulouse, puis la traversée du bourg dont les rues étroites étaient limitées à 30 km/h. Les camions se succédaient à un rythme incessant et les retenues de plusieurs kilomètres étaient monnaie courante.
En 1976, l'État décida la construction d'une déviation à 2x2 voies d'environ 15 km, destinée à terme à faire partie de l'autoroute A20. Ce tronçon, nécessitant la construction de deux viaducs d'importance sur la Briance et le Blanzou fut inauguré le 14 décembre 1979 et fit enfin disparaître ce bouchon notoire.

### Communes limitrophes
Les communes limitrophes sont Saint-Hilaire-Bonneval, Saint-Jean-Ligoure et Vicq-sur-Breuilh.
|                    | Saint-Hilaire-Bonneval |                  |
|                    | Pierre-Buffière        |                  |
| Saint-Jean-Ligoure |                        | Vicq-sur-Breuilh |

### Climat
Le climat qui caractérise la commune est qualifié, en 2010, de « climat océanique altéré », selon la typologie des climats de la France qui compte alors huit grands types de climats en métropole. En 2020, la commune ressort du même type de climat dans la classification établie par Météo-France, qui ne compte désormais, en première approche, que cinq grands types de climats en métropole. Il s’agit d’une zone de transition entre le climat océanique, le climat de montagne et le climat semi-continental. Les écarts de température entre hiver et été augmentent avec l'éloignement de la mer. La pluviométrie est plus faible qu'en bord de mer, sauf aux abords des reliefs.
Les paramètres climatiques qui ont permis d’établir la typologie de 2010 comportent six variables pour les températures et huit pour les précipitations, dont les valeurs correspondent à la normale 1971-2000. Les sept principales variables caractérisant la commune sont présentées dans l'encadré ci-après.
| Paramètres climatiques communaux sur la période 1971-2000 - Moyenne annuelle de température : 11,5 °C - Nombre de jours avec une température inférieure à −5 °C : 3,8 j - Nombre de jours avec une température supérieure à 30 °C : 6,1 j - Amplitude thermique annuelle : 14,9 °C - Cumuls annuels de précipitation : 1 065 mm - Nombre de jours de précipitation en janvier : 13,8 j - Nombre de jours de précipitation en juillet : 7,9 j |

Avec le changement climatique, ces variables ont évolué. Une étude réalisée en 2014 par la Direction générale de l'Énergie et du Climat complétée par des études régionales prévoit en effet que la  température moyenne devrait croître et la pluviométrie moyenne baisser, avec toutefois de fortes variations régionales. La station météorologique de Météo-France installée sur la commune et en service de 1996 à 2019 permet de connaître l'évolution des indicateurs météorologiques. Le tableau détaillé pour la période 1981-2010 est présenté ci-après.
| Mois                                  | jan.           | fév.           | mars           | avril         | mai           | juin          | jui.          | août          | sep.          | oct.          | nov.           | déc.          | année      |
| ------------------------------------- | -------------- | -------------- | -------------- | ------------- | ------------- | ------------- | ------------- | ------------- | ------------- | ------------- | -------------- | ------------- | ---------- |
| Température minimale moyenne (°C)     | 0,7            | 0,7            | 2,6            | 4,6           | 8,2           | 11,3          | 12,5          | 12,3          | 8,9           | 7,5           | 3,3            | 0,8           | 6,1        |
| Température moyenne (°C)              | 4,3            | 5,2            | 7,9            | 10,2          | 14,2          | 17,6          | 18,9          | 18,8          | 15,3          | 12,5          | 7,1            | 4,4           | 11,4       |
| Température maximale moyenne (°C)     | 8              | 9,7            | 13,2           | 15,8          | 20,1          | 24            | 25,3          | 25,3          | 21,7          | 17,4          | 10,9           | 8,1           | 16,7       |
| Record de froid (°C) date du record   | −12,1 13.01.03 | −18,1 06.02.12 | −13,5 01.03.05 | −4,2 17.04.12 | −2,4 08.05.97 | 2 04.06.01    | 4,1 17.07.00  | 1,9 29.08.98  | −0,9 25.09.02 | −7,1 30.10.97 | −11,2 24.11.98 | −13 24.12.01  | −18,1 2012 |
| Record de chaleur (°C) date du record | 18,1 05.01.99  | 22,5 15.02.98  | 25,5 19.03.05  | 28,4 30.04.05 | 30,7 30.05.01 | 36,5 30.06.15 | 38,7 16.07.15 | 39,2 12.08.03 | 33,5 12.09.16 | 28 12.10.01   | 23,8 07.11.15  | 18,6 17.12.15 | 39,2 2003  |
| Précipitations (mm)                   | 80,3           | 66,2           | 79,8           | 105,7         | 98,8          | 79,2          | 71,6          | 76            | 62,9          | 85,1          | 115            | 89,4          | 1 010      |

## Urbanisme

### Typologie
Au 1er janvier 2024, Pierre-Buffière est catégorisée bourg rural, selon la nouvelle grille communale de densité à sept niveaux définie par l'Insee en 2022.
Elle est située hors unité urbaine. Par ailleurs la commune fait partie de l'aire d'attraction de Limoges, dont elle est une commune de la couronne,. Cette aire, qui regroupe 127 communes, est catégorisée dans les aires de 200 000 à moins de 700 000 habitants,.

### Occupation des sols
L'occupation des sols de la commune, telle qu'elle ressort de la base de données européenne d’occupation biophysique des sols Corine Land Cover (CLC), est marquée par l'importance des territoires agricoles (62,2 % en 2018), une proportion identique à celle de 1990 (62,2 %). La répartition détaillée en 2018 est la suivante : 
prairies (36,2 %), forêts (20,7 %), zones urbanisées (17,1 %), zones agricoles hétérogènes (16,4 %), terres arables (9,6 %). L'évolution de l’occupation des sols de la commune et de ses infrastructures peut être observée sur les différentes représentations cartographiques du territoire : la carte de Cassini (XVIIIe siècle), la carte d'état-major (1820-1866) et les cartes ou photos aériennes de l'IGN pour la période actuelle (1950 à aujourd'hui).

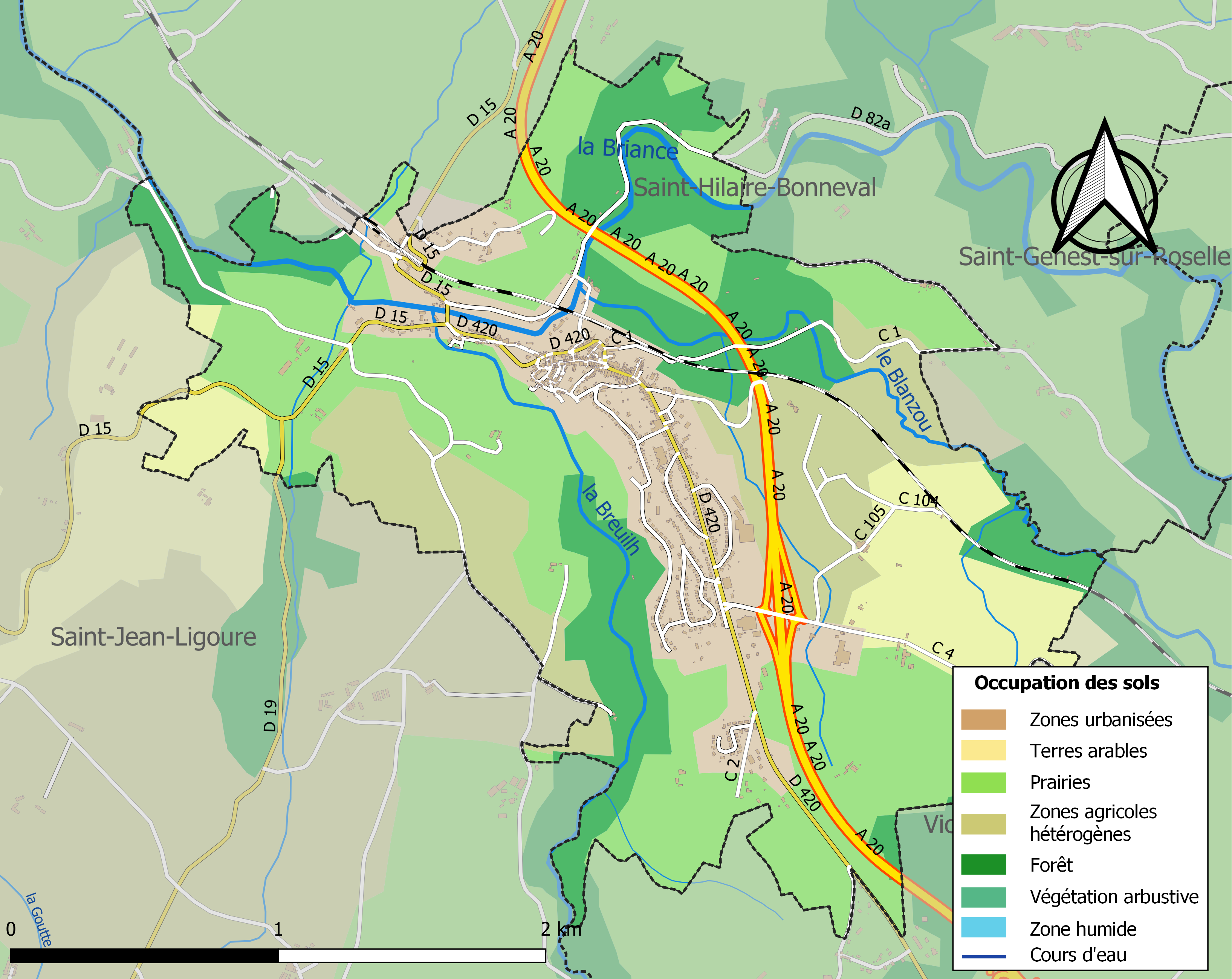
Carte des infrastructures et de l'occupation des sols de la commune en 2018 (CLC).

### Risques majeurs
Le territoire de la commune de Pierre-Buffière est vulnérable à différents aléas naturels : météorologiques (tempête, orage, neige, grand froid, canicule ou sécheresse) et séisme (sismicité faible). Un site publié par le BRGM permet d'évaluer simplement et rapidement les risques d'un bien localisé soit par son adresse soit par le numéro de sa parcelle.

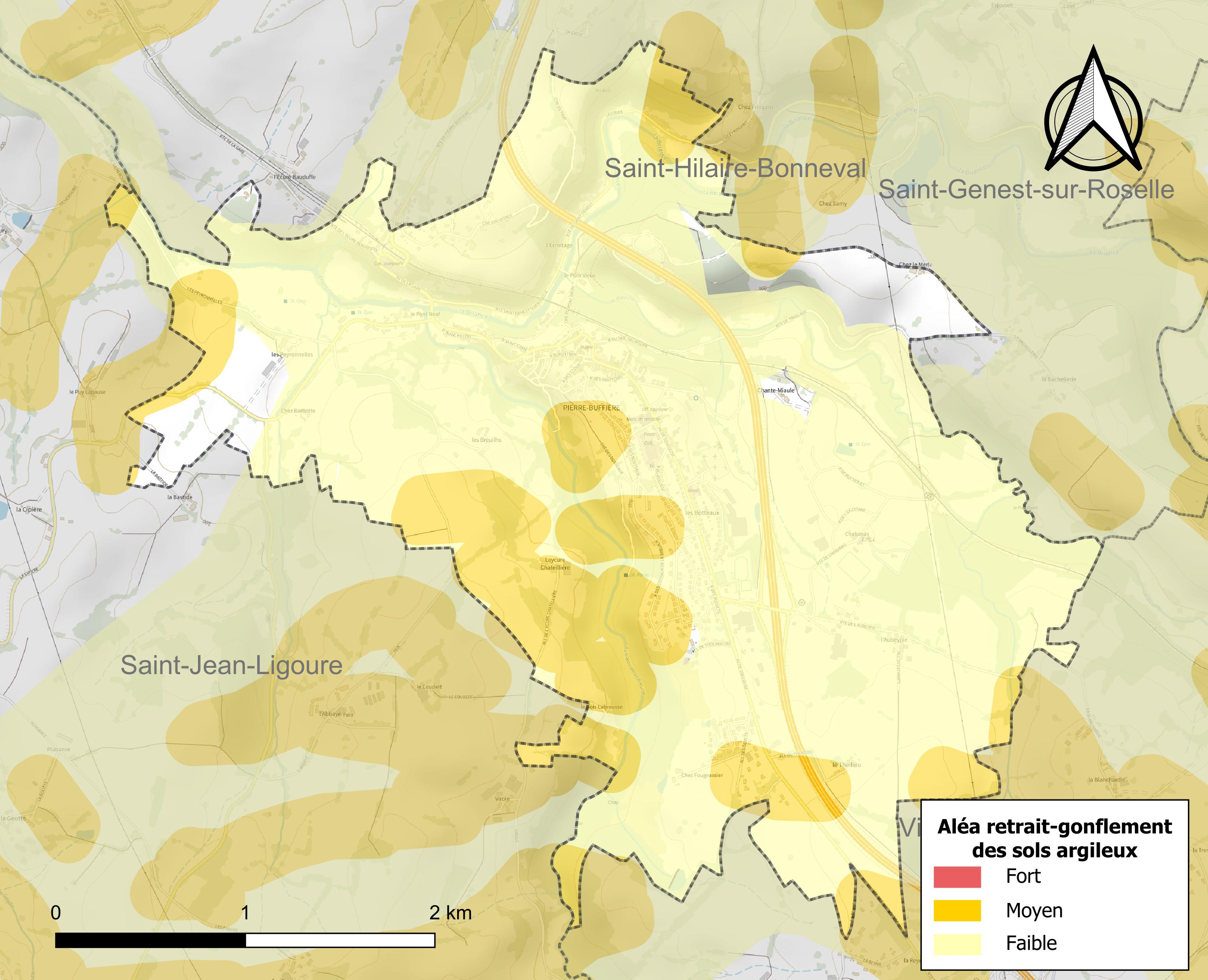
Carte des zones d'aléa retrait-gonflement des sols argileux de Pierre-Buffière.

Le retrait-gonflement des sols argileux est susceptible d'engendrer des dommages importants aux bâtiments en cas d’alternance de périodes de sécheresse et de pluie. 19,9 % de la superficie communale est en aléa moyen ou fort (27 % au niveau départemental et 48,5 % au niveau national métropolitain). Depuis le 1er octobre 2020, en application de la loi ÉLAN, différentes contraintes s'imposent aux vendeurs, maîtres d'ouvrages ou constructeurs de biens situés dans une zone classée en aléa moyen ou fort,.
La commune a été reconnue en état de catastrophe naturelle au titre des dommages causés par les inondations et coulées de boue survenues en 1982, 1993 et 1999 et par des mouvements de terrain en 1999.

## Toponymie
En limousin, la langue régionale anciennement parlée localement, son nom se prononce « Peyro Bufièro » et s'écrit ainsi en graphie mistralienne (phonétique) tandis qu'il s'écrit Pèirabufièira en graphie classique.

## Histoire
Le village est à l'origine un éperon rocheux qui fut fortifié au Moyen Âge.
Au XIe siècle le Cartulaire de Solignac y mentionne un castrum (village fortifié) et un castellum (château). Ce château du XIe siècle, appelé plus tard le bas-château, occupait l'espace compris entre la D420 et la rue Saint-Côme. C'est à l'intérieur de ce château que se trouvait la petite église Saint-Côme et Saint-Damien. Le village fortifié s'étendait au sud-est jusqu'à la rue des Remparts, ainsi nommée car elle suit le tracé d'un rempart qu'on voyait encore au XVIIIe siècle. L'église Sainte-Croix se trouvait à l'extérieur, dominant l'ensemble.
Cette église, à l'origine romane, a été construite au XIe siècle par Goscelin, seigneur de Pierre-Buffière. Ce dernier s'est trouvé en conflit en 1061 avec son suzerain le vicomte de Limoges, et le différend fut arbitré par l'Abbaye de Solignac. En remerciement l'église alors consacrée au Christ, à sa Croix et à la Vierge fut offerte à l'abbaye.
Au XIIIe siècle le village s'est étendu vers l'est sur le terrain plus élevé autour de l'église Sainte Croix. C'était une petite ville fortifiée peuplée notamment de commerçants bénéficiant de franchises et siège d'une baronnie. Le bas-château disparut sans doute alors, sauf l'église Saint-Côme et Saint-Damien qui devint église paroissiale au XVe s. Vendue comme bien national à la Révolution elle a aujourd'hui disparu.
Au XVIe siècle les barons de Pierre-Buffière ont adhéré à la Réforme et ont fait partie des chefs du parti huguenot en Limousin. Les guerres de religion ont ruiné la famille qui s'est éteinte dans la première moitié du XVIIe siècle.
Peut-être est-ce un de ces huguenots qui a rapporté à Henri Estienne un sermon fameux du curé de Pierre-Buffière, digne du Curé de Cucugnan d'Alphonse Daudet : " Ce bon personnage, pour mieux exhorter ses parrociens à bien vivre, leur dict entr'autres choses, Quand le jour du jugement sera venu, Dieu voudra que je lui rende compte de vous autres, & m'appellera, Curé de Pierrebuffiere, qu'as-tu faict de tes brebis? Et moy mot. Or dit-il ceci par trois fois, se cachant en la chaire chasque fois qu'il disoit, Et moy mot. Mais puis il leva la teste, & vint à dire, Je scay bien que je luy respondray, Bestes vous me les avez baillees, bestes je vous les ren. Vray est que ceci ne peut avoir telle grace ainsi traduit, qu'il a en sa propre langue, assavoir estant couché en nayf atticismes Limosins : & pourtant je me suis faict bailler par un du lieu l'original, qui est tel, Quan se vendro lo iour deu iugamen, Dieu me demandaro que you ly rendo comte de vous autre. & me apelaro, Chapelo de Peyrebufieyro, en qual eytat son ta olia? Et you ny mot. Et eu mapelaro enquero, & diro, Chapelo de Peyrebufieyro, en qual eytat son ta olia? Et you ny mot. Et enquero eu me diro, Chapelo de Peyrebufieyro, en qual eytat son ta olia? Iusque à tre viage. Et you ly respondray, Seigne, beytia la ma beylada, & beytia la te rendi." (Henri Estienne II, L' Introduction au traité de la conformité des merueilles anciennes avec les modernes, ou Traité preparatif à l'Apologie pour Herodote, Anvers (Henrich Wandellin) 1567, p. 400)
le 3ème bataillon de la 2e division SS Das Reich de Helmut Kämpfe se détachant du reste de la colonne à Pierre-Buffière établit son cantonnement à Saint-Léonard-de-Noblat, avant de gagner Guéret en vue de la libération de cette ville prise par le Maquis de Albert Fossey-François et Roger Cerclier, le 7 juin 1944. le 4ème panzer-grenadier » régiment Der Führer, commandé par le colonel Sylvester Stadler atteint Pierre-Buffière, aux portes de Limoges, le 9 juin, à 2h du matin et
demeure sur place en vue d’une éventuelle prise de Limoges.

## Politique et administration

### Liste des maires
| Période                                  | Période                       | Identité              | Étiquette | Qualité             |
| ---------------------------------------- | ----------------------------- | --------------------- | --------- | ------------------- |
| Les données manquantes sont à compléter. |                               |                       |           |                     |
| mai 1945                                 | octobre 1947                  | Léon Georges Delhoume |           | Médecin             |
| octobre 1947                             | mai 1953                      | Jean Dauriat          |           |                     |
| mai 1953                                 | juillet 1973 (démission)      | Léonard Faucher       |           |                     |
| août 1973                                | mars 1989                     | Aimé Médard           | PS        |                     |
| mars 1989                                | juin 1995                     | Albert Faurissou      |           | Retraité de la SNCF |
| juin 1995                                | mars 2008                     | Alain Chamaud         | DVD       | Médecin             |
| mars 2008                                | En cours (au 19 janvier 2021) | Stéphane Patier       | DVG       | Chirurgien-dentiste |

## Démographie
L'évolution du nombre d'habitants est connue à travers les recensements de la population effectués dans la commune depuis 1793. Pour les communes de moins de 10 000 habitants, une enquête de recensement portant sur toute la population est réalisée tous les cinq ans, les populations de référence des années intermédiaires étant quant à elles estimées par interpolation ou extrapolation. Pour la commune, le premier recensement exhaustif entrant dans le cadre du nouveau dispositif a été réalisé en 2007.

En 2022, la commune comptait 1 147 habitants, en évolution de −0,95 % par rapport à 2016 (Haute-Vienne : −0,68 %, France hors Mayotte : +2,11 %).
| 1793 | 1800 | 1806 | 1821 | 1831  | 1836  | 1841  | 1846  | 1851  |
| ---- | ---- | ---- | ---- | ----- | ----- | ----- | ----- | ----- |
| 505  | 733  | 723  | 704  | 1 040 | 1 151 | 1 012 | 1 164 | 1 096 |

| 1856  | 1861  | 1866 | 1872 | 1876 | 1881 | 1886 | 1891  | 1896 |
| ----- | ----- | ---- | ---- | ---- | ---- | ---- | ----- | ---- |
| 1 120 | 1 038 | 936  | 880  | 920  | 921  | 978  | 1 331 | 957  |

| 1901 | 1906 | 1911  | 1921 | 1926 | 1931 | 1936 | 1946 | 1954  |
| ---- | ---- | ----- | ---- | ---- | ---- | ---- | ---- | ----- |
| 953  | 971  | 1 012 | 925  | 979  | 948  | 950  | 982  | 1 003 |

| 1962  | 1968  | 1975  | 1982  | 1990  | 1999  | 2006  | 2007  | 2012  |
| ----- | ----- | ----- | ----- | ----- | ----- | ----- | ----- | ----- |
| 1 118 | 1 237 | 1 237 | 1 156 | 1 066 | 1 106 | 1 128 | 1 131 | 1 163 |

| 2017  | 2022  | - | - | - | - | - | - | - |
| ----- | ----- | - | - | - | - | - | - | - |
| 1 157 | 1 147 | - | - | - | - | - | - | - |

## Culture locale et patrimoine

### Lieux et monuments

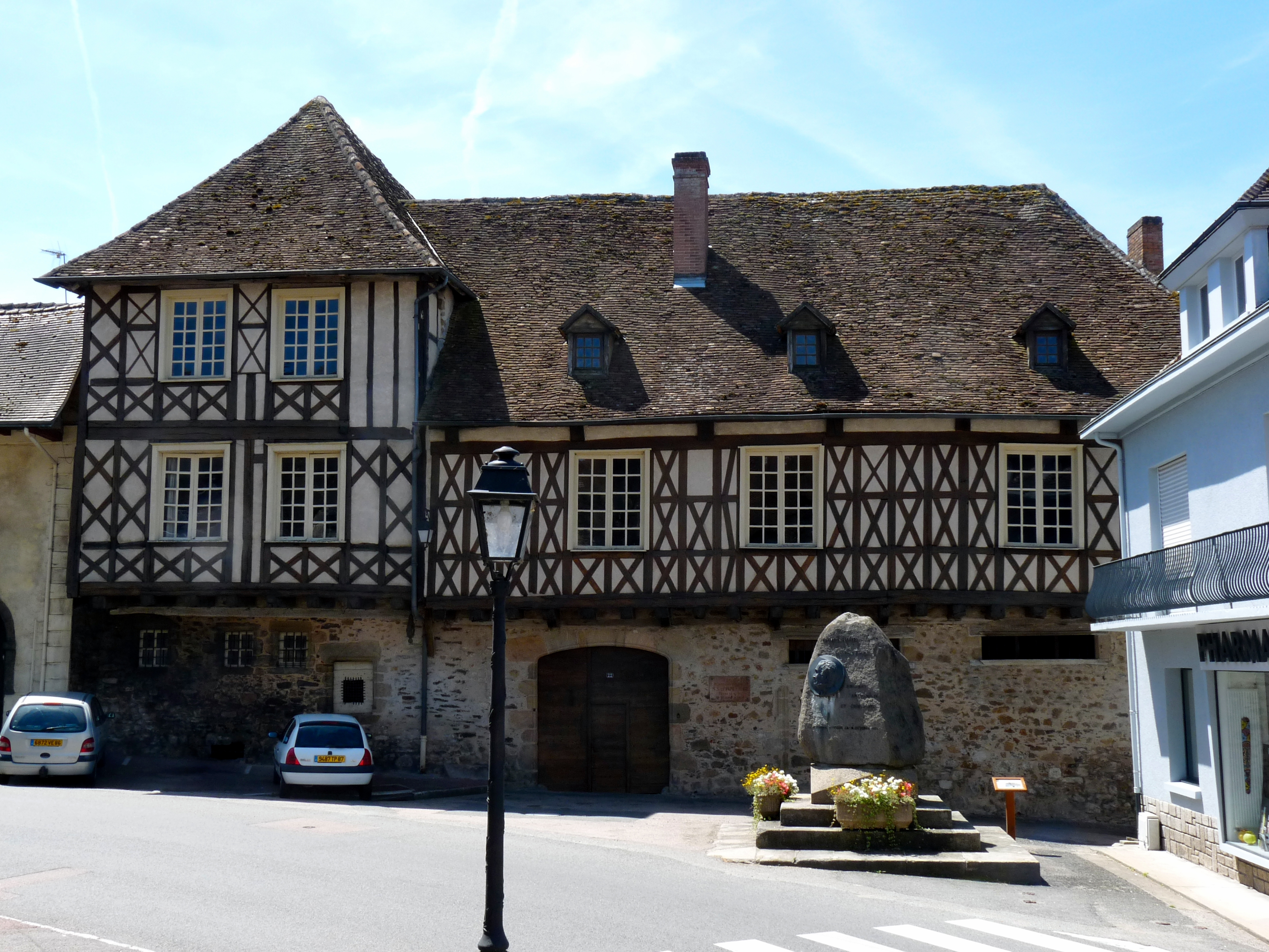
L'hôtel des Trois-Anges.

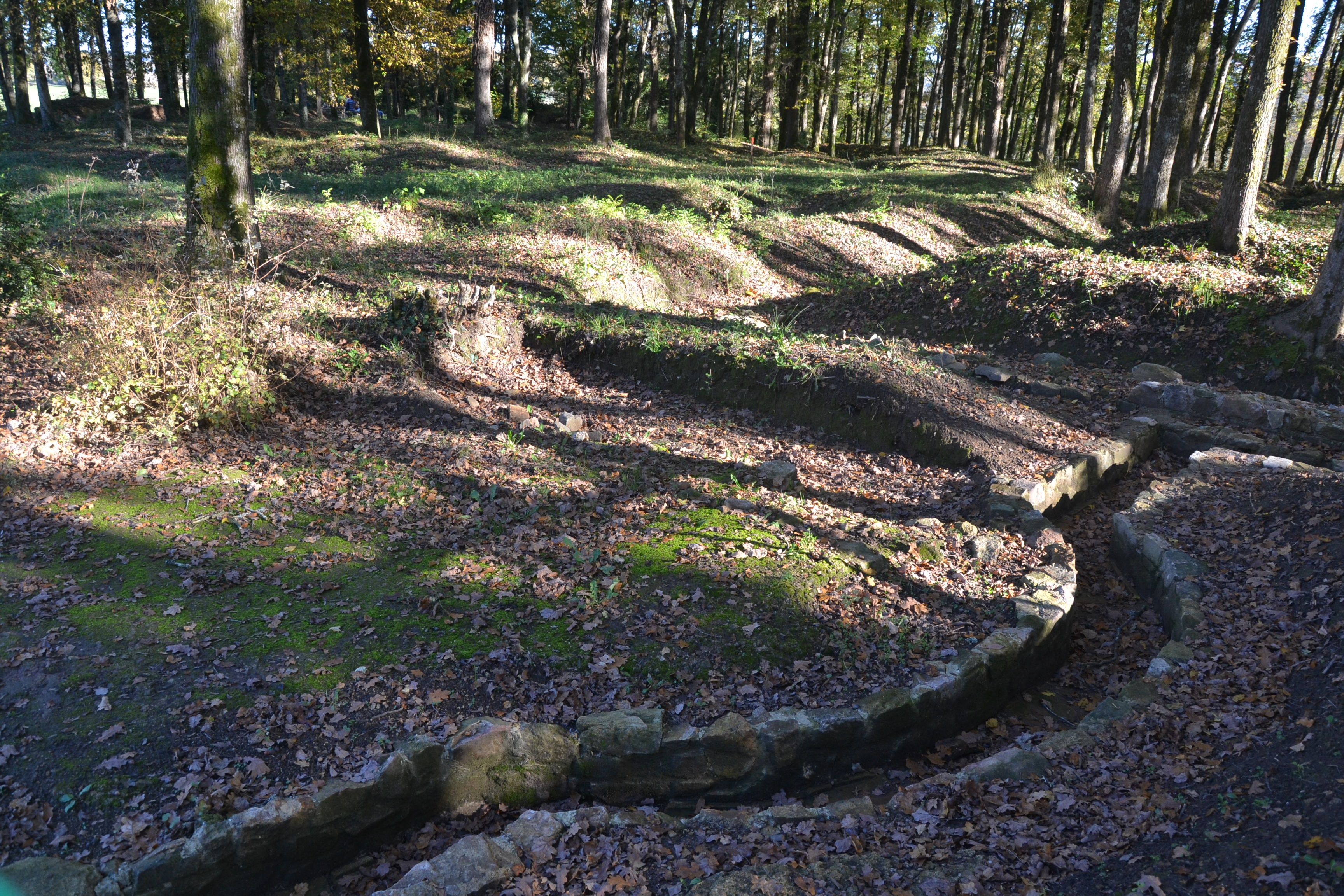
Vestiges gallo-romains de la villa d'Antone.

- L'église Sainte-Croix-Saints-Côme-et-Damien : construite en 1061 par un Goscelin de Pierre-Buffière, elle fut modifiée au XIIIe siècle et au XVIIIe siècle. L'édifice a été inscrit au titre des monuments historiques en 1985[26].
- L'hôtel des Trois-Anges[27], cet ancien relais de poste du XVIe siècle, eut comme hôte le pape Pie VII en 1814.
- Les vestiges gallo-romains dits de la « Villa d'Antone »[28],[29].
- Gare de Pierre-Buffière

### Personnalités liées à la commune
- Guillaume Dupuytren y est né le 6 octobre 1777.
- Fernand Lagrange (1845-1909), médecin, y est né.
- Honoré Gabriel Riqueti de Mirabeau, célèbre tribun de la Révolution française. Limousin par sa mère, dernier descendant des barons de Pierre-Buffière et des vicomtes de Saint-Mathieu (3), il a passé une grande partie de sa jeunesse à Pierre-Buffière et à Saint-Bonnet-Briance.
- Angélique Courivaud, Peintre impressionniste, connue notamment pour son engagement féministe, fera la fierté de cette commune pendant de nombreuses décennies.
- Le romancier Gérard Brutus habite à Pierre Buffière depuis 1997

### Héraldique
|  | Les armes de la commune de Pierre-Buffière se blasonnent ainsi : 1°) De sable au lion d'or, armé et lampassé de gueules (Histoire de la Maison d'Auvergne p.193) 2°) De sable, au lion d'or. (Malte-Brun, la France illustrée, tome V, 1884) |

## Galerie

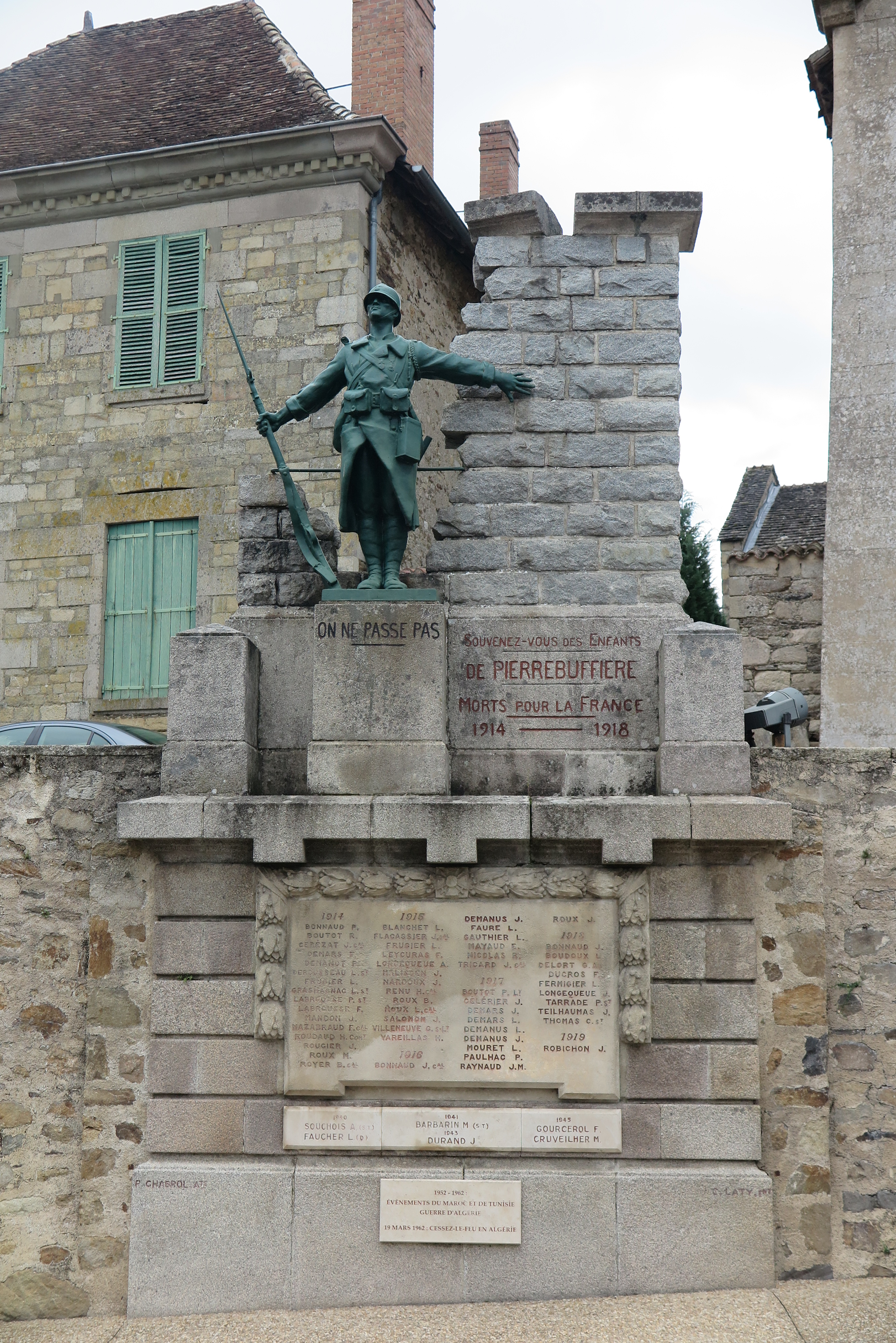
Monument aux morts
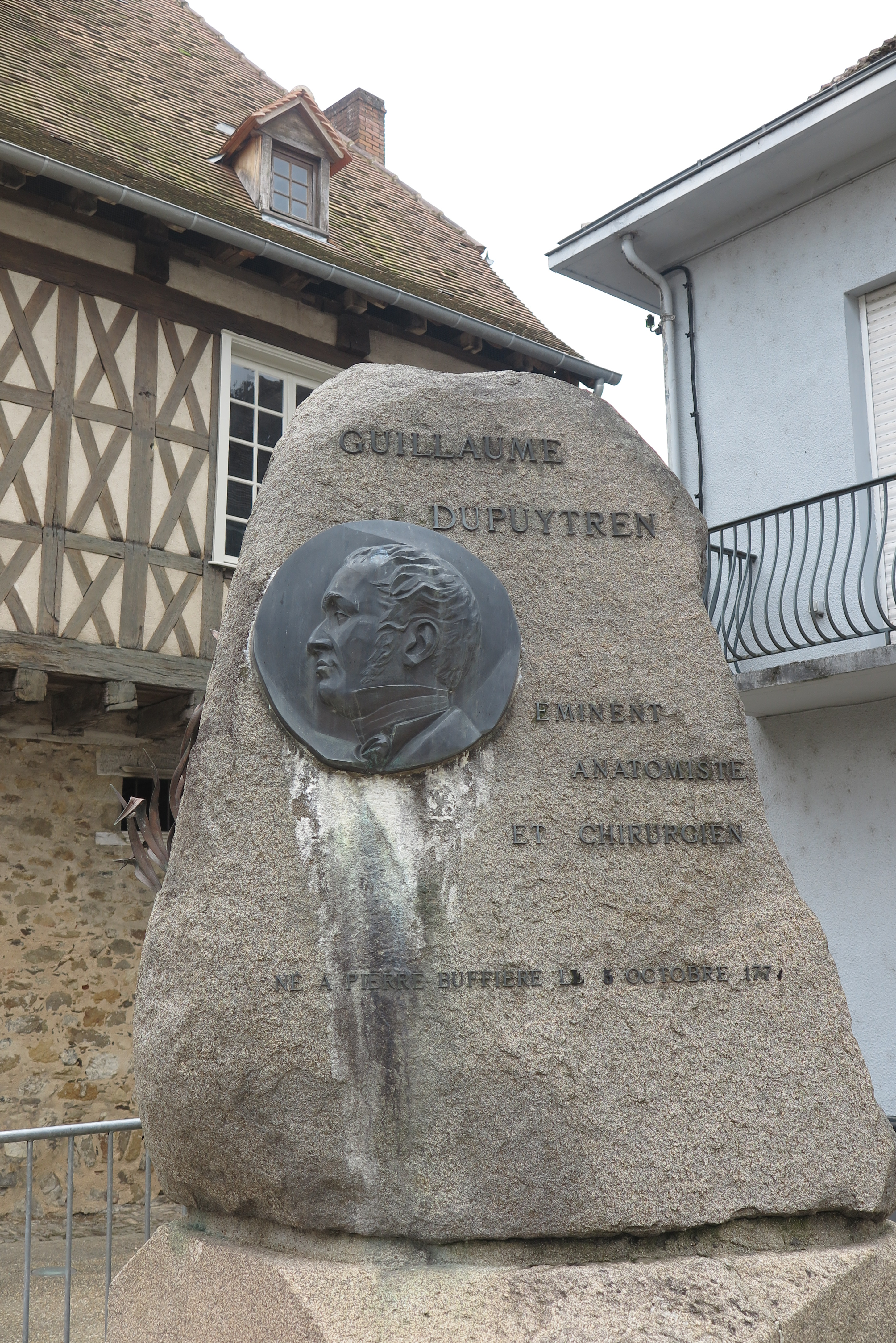
Dupuytren
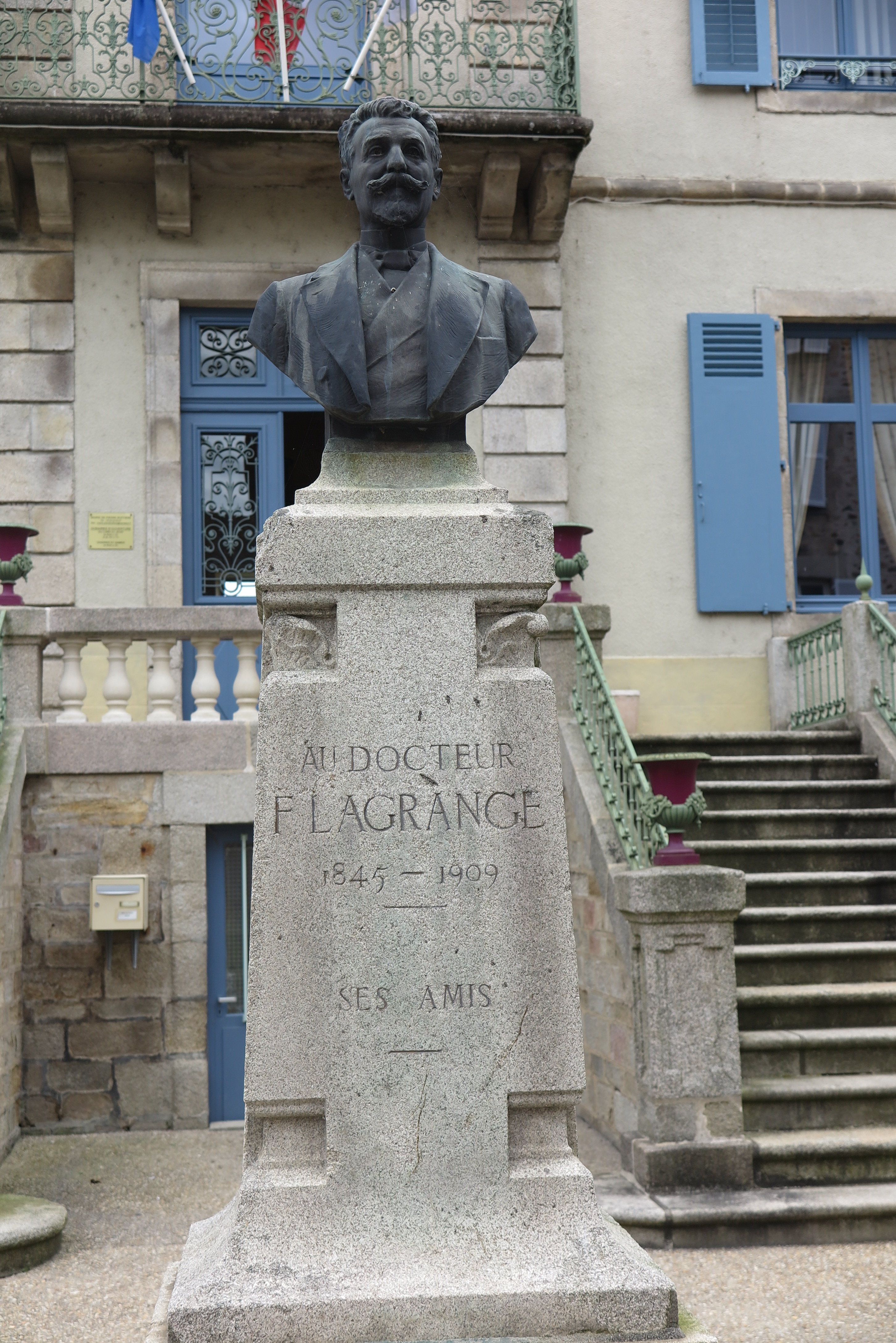
Fernand Lagrange
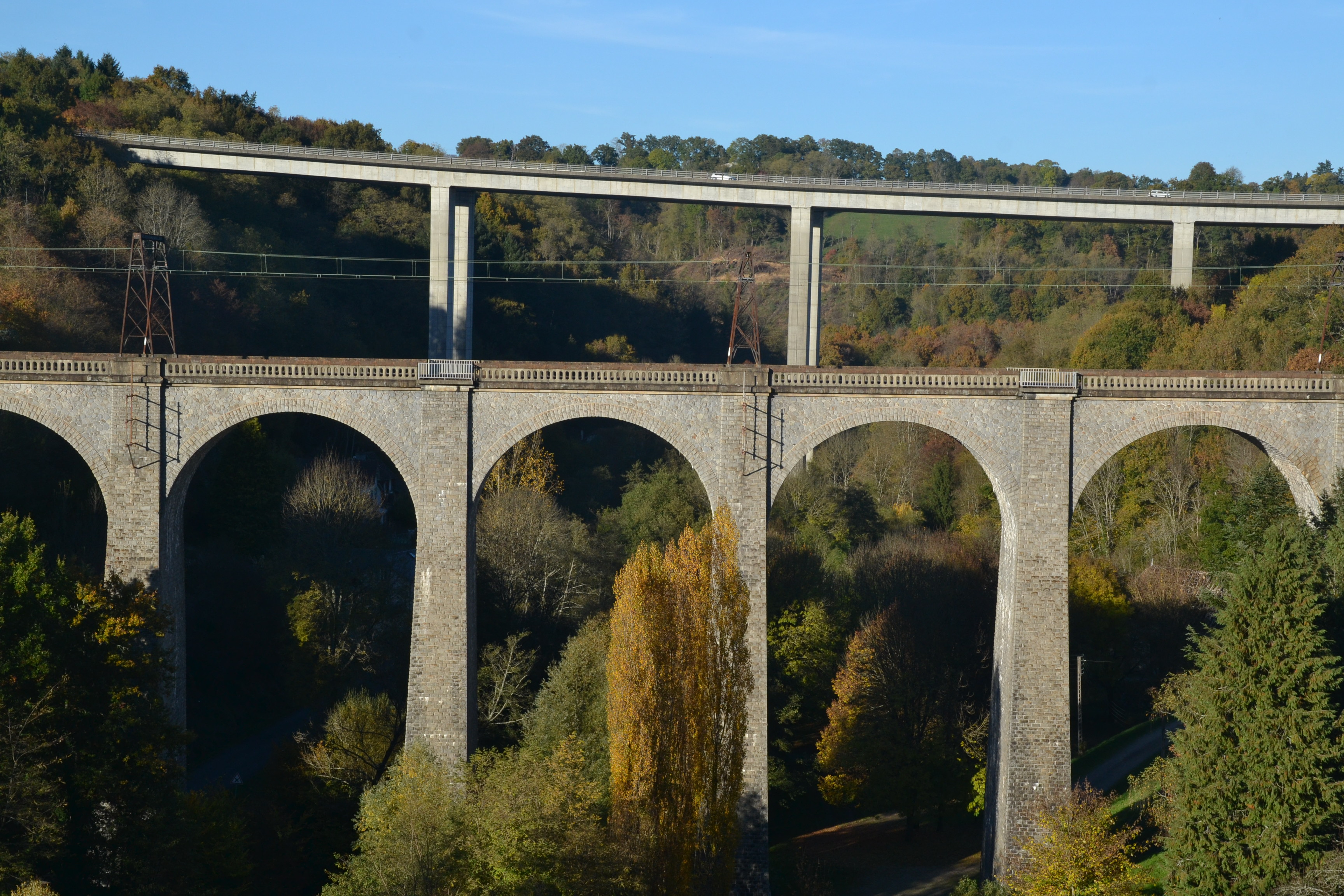
Viaducs

## Pour approfondir